# خشونت سیاسی صهیونیستی
خشونت سیاسی صهیونیستی اشاره به اِعمال خشونت توسط صهیونیست‌ها به دلایل سیاسی است. اسرائیل از این حملات به عنوان دفاع از ملیت خود و مقابله با گروه‌های شبه نظامی فلسطین ذکر می‌کند اما در واقع این حملات باعث کشته شدن بسیاری از افراد غیرنظامی شده است. این نوع از اقدامات اسرائیل و صهیونیست‌ها، باعث نگرانی بعضی از جوامع جهانی و سازمان‌های بشردوستانه شده است. درگیری‌های بین نیروهای اسرائیلی و مردم فلسطین، نوعی خشونت سیاسی محسوب می‌شود.

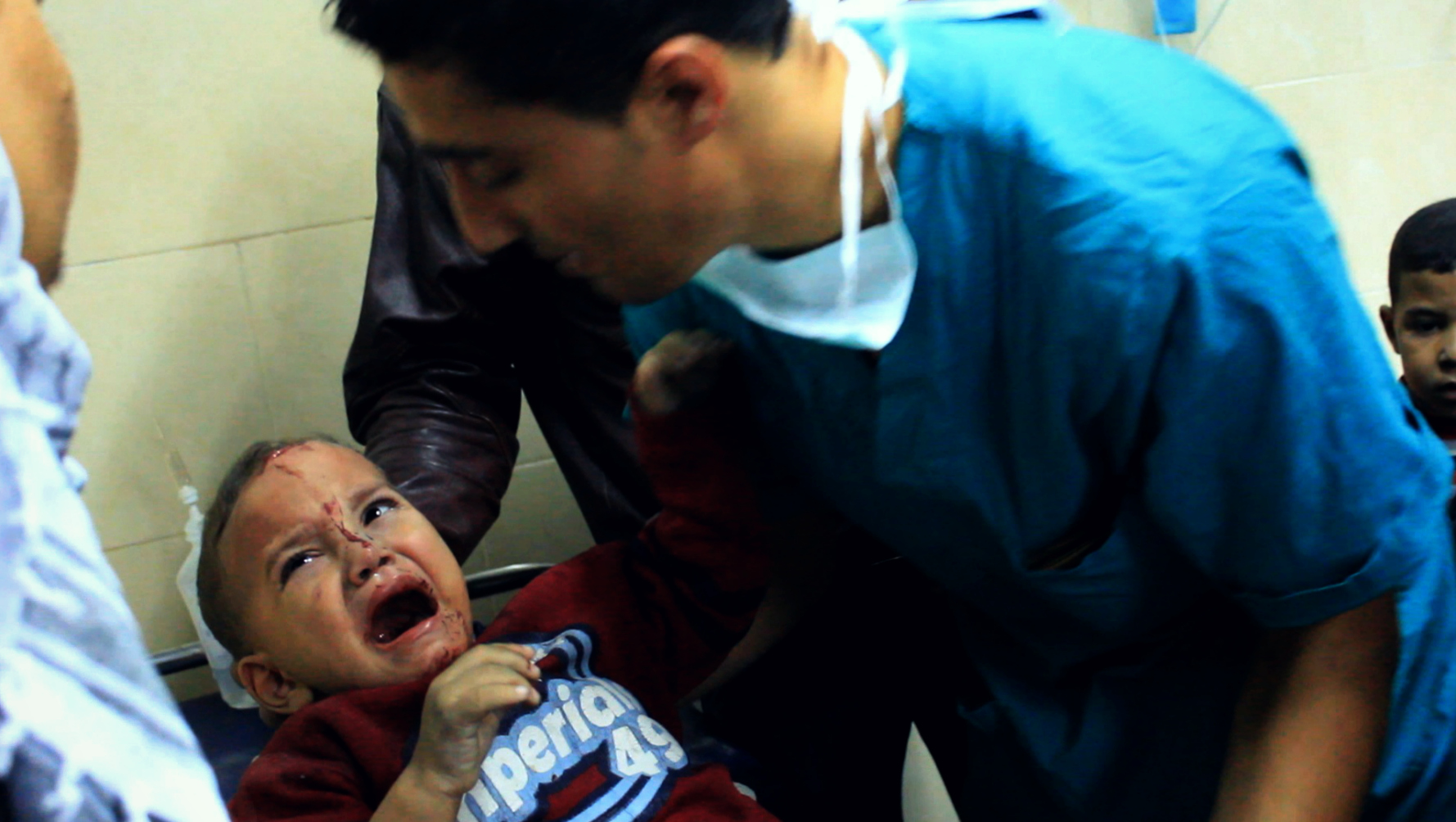
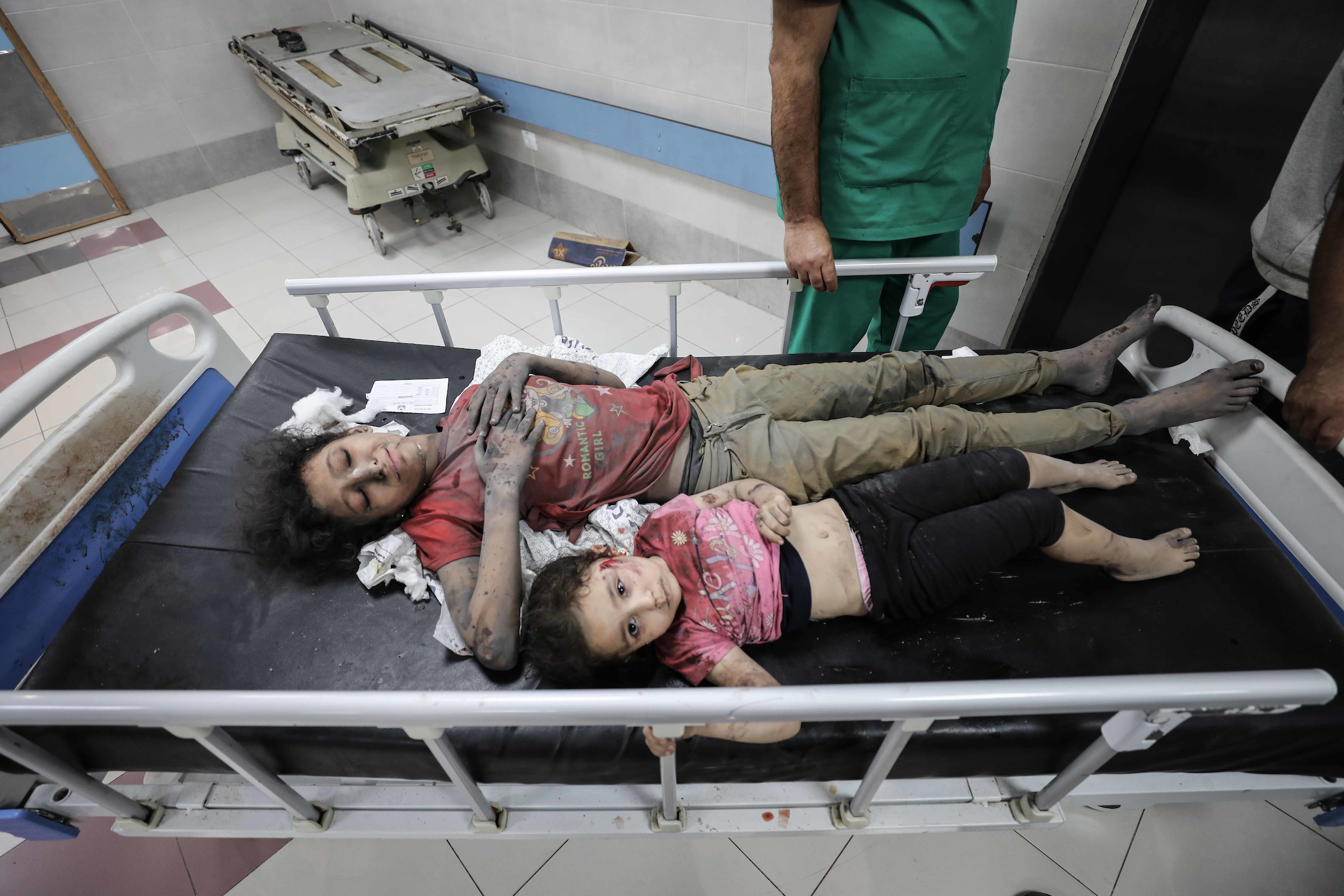
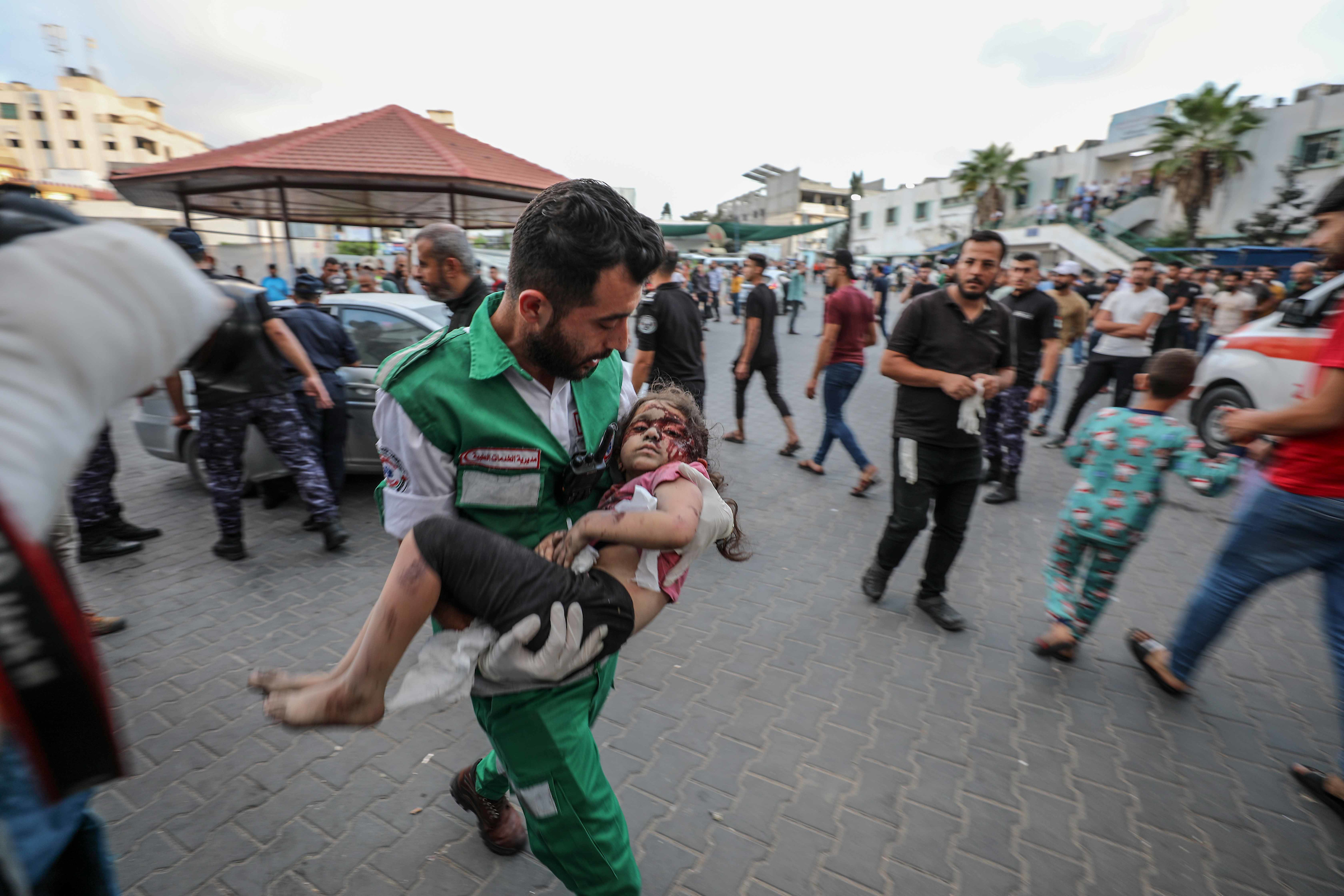
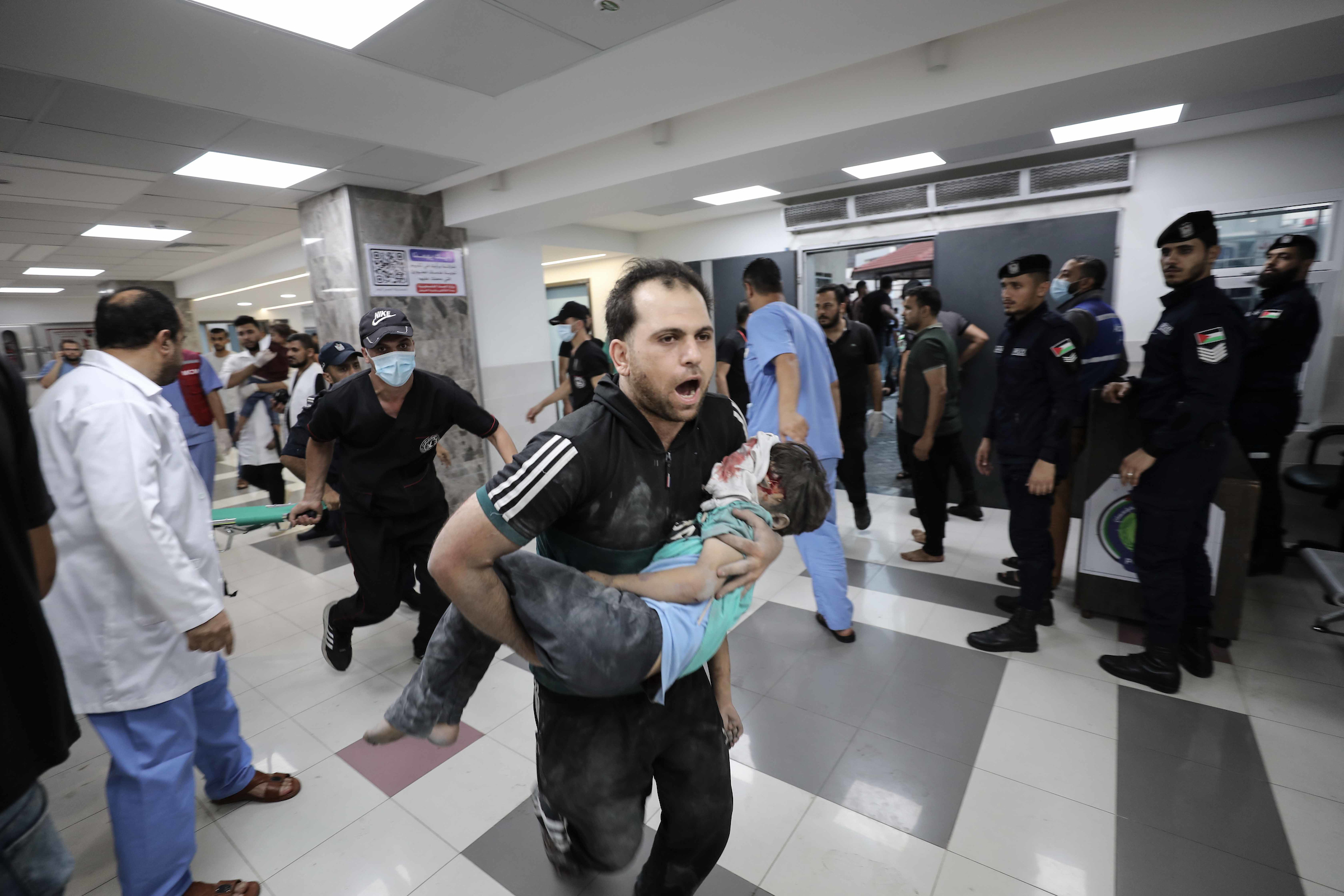
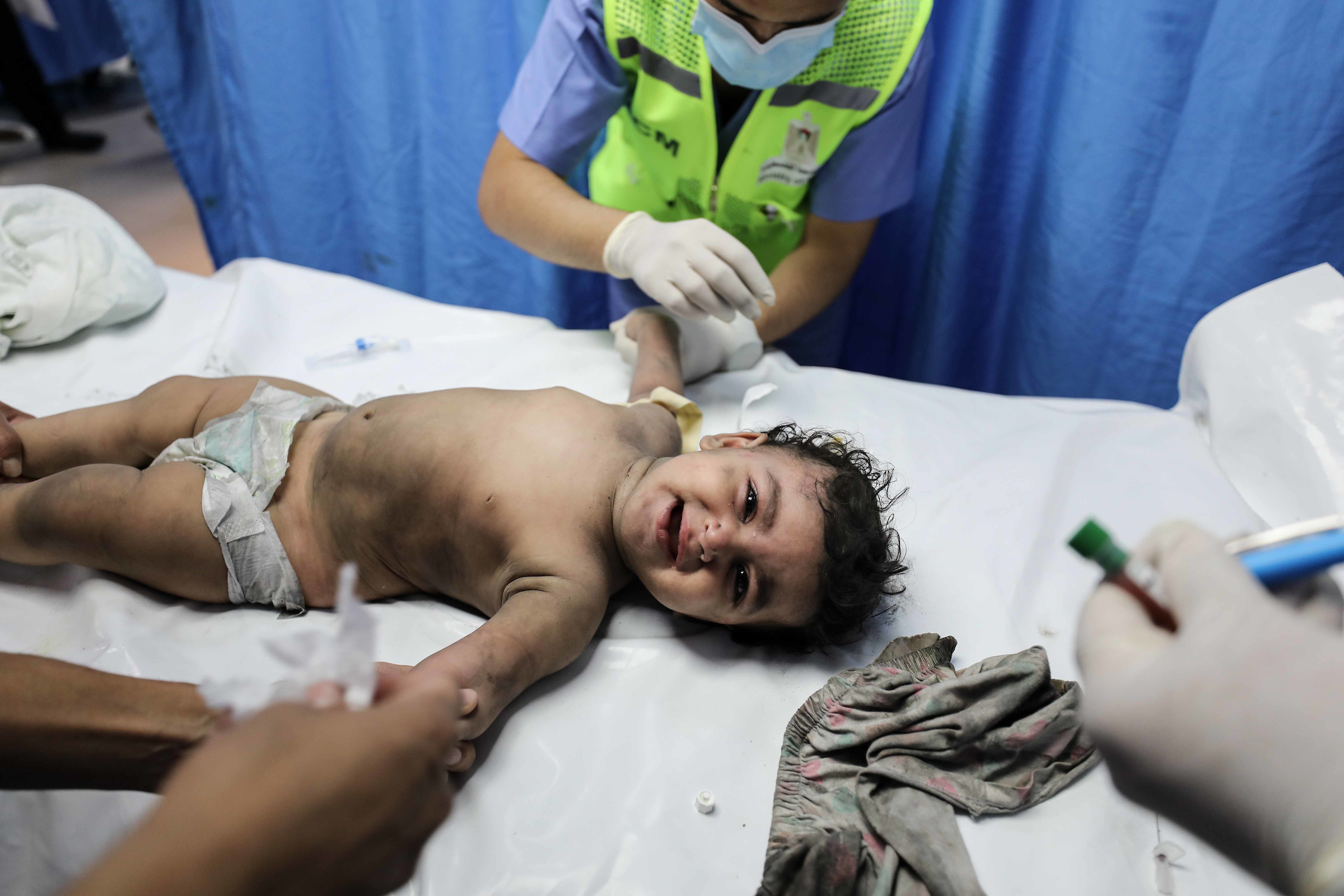

این نوع از خشونت سیاسی توسط افراد و گروه‌های شبه نظامی یهودی از جمله «نیروهای دفاعی اسرائیل»، «هاگانا»، «لحی»، «سازمان نظامی ملی در سرزمین اسرائیل» انجام می‌شده است. این اقدامات شامل حمله به غیرنظامیان فلسطینی از جمله زنان و کودکان و نیز تخریب اماکن عمومی، بیمارستان‌ها، پناه‌گاه‌ها، خانه‌ها و تأسیسات حیاتی بوده است.